# Boîte-reliure de Maastricht

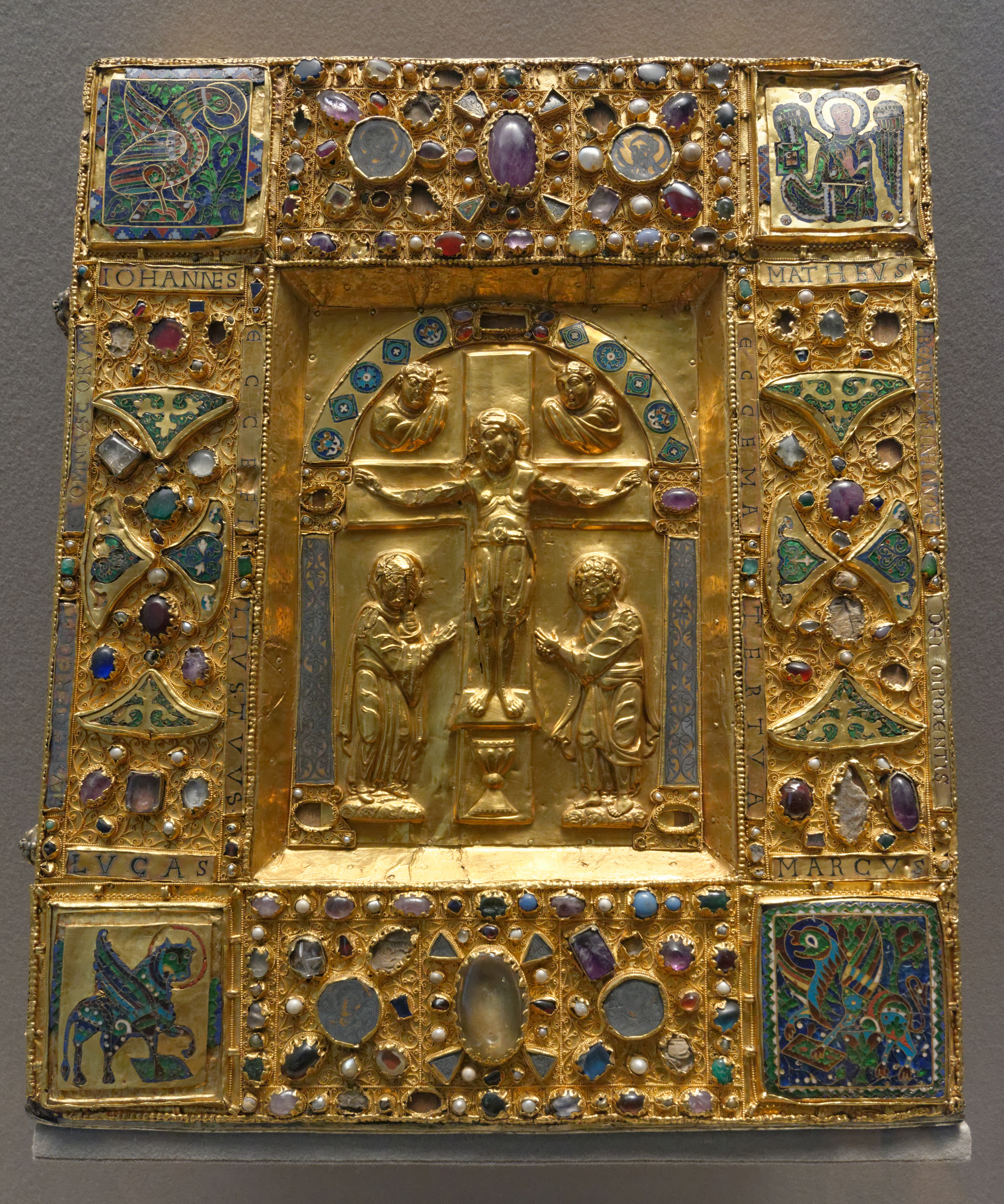
Boîte reliure du livre de Maastricht

La Boîte-reliure de Maastricht, ou Boîte-reliure : la Crucifixion et les symboles des évangélistes, exposée dans le Département des objets d'arts du Musée du Louvre à Paris, est une œuvre ottonienne de la région Rhin-Meuse ou de la région de Ratisbonne. Elle est datée de la première moitié du XIe siècle, sous le règne du dernier empereur ottonien. L'oeuvre est arrivée à Paris en 1795 pendant les Guerres de la Révolution française.

## Description
La couverture du livre est constituée d'un coffret en bois doré et montre une variété de techniques d'émail et d'orfèvrerie. Il est serti de nombreux cabochons et décoré de nielle et de filigrane. Au centre de la couverture du livre, sous une arche, la crucifixion du Christ est représentée en or en relief. Sous la croix se trouvent Marie et Jean, les chiffres au-dessus de la croix symbolisent le soleil et la lune. Aux angles du couvercle, les symboles des quatre évangélistes sont représentés en émail. L'aigle de Jean et le lion de Marc sont exécutés en pleine fonte, le taureau de Luc et l'homme ailé de Matthieu en émail.
Sur le bord de la couverture du livre se trouve l'inscription – incomplète – « BEATRIX ME IN HONORE / DEI OIPOTENTIS / EIVS FIERI PRECEPIT / ET OMNIV SC ORVM ». De là, une cliente nommée Beatrix émerge, qui, cependant, ne peut pas être clairement identifiée. Il pourrait s'agir de Béatrice de France (vers 938-987), épouse de Frédéric Ier, comte de Bar et duc de Haute-Lorraine. Mais également Béatrice de Lorraine (1017-1076), fille de Frédéric II, qui était aussi comte de Bar et duc de Haute-Lorraine, pourrait être signifiée, ou encore la fille du duc de Souabe Hermann, décédé après 10 t épouse du duc de Carinthie Adalbero von Eppenstein.

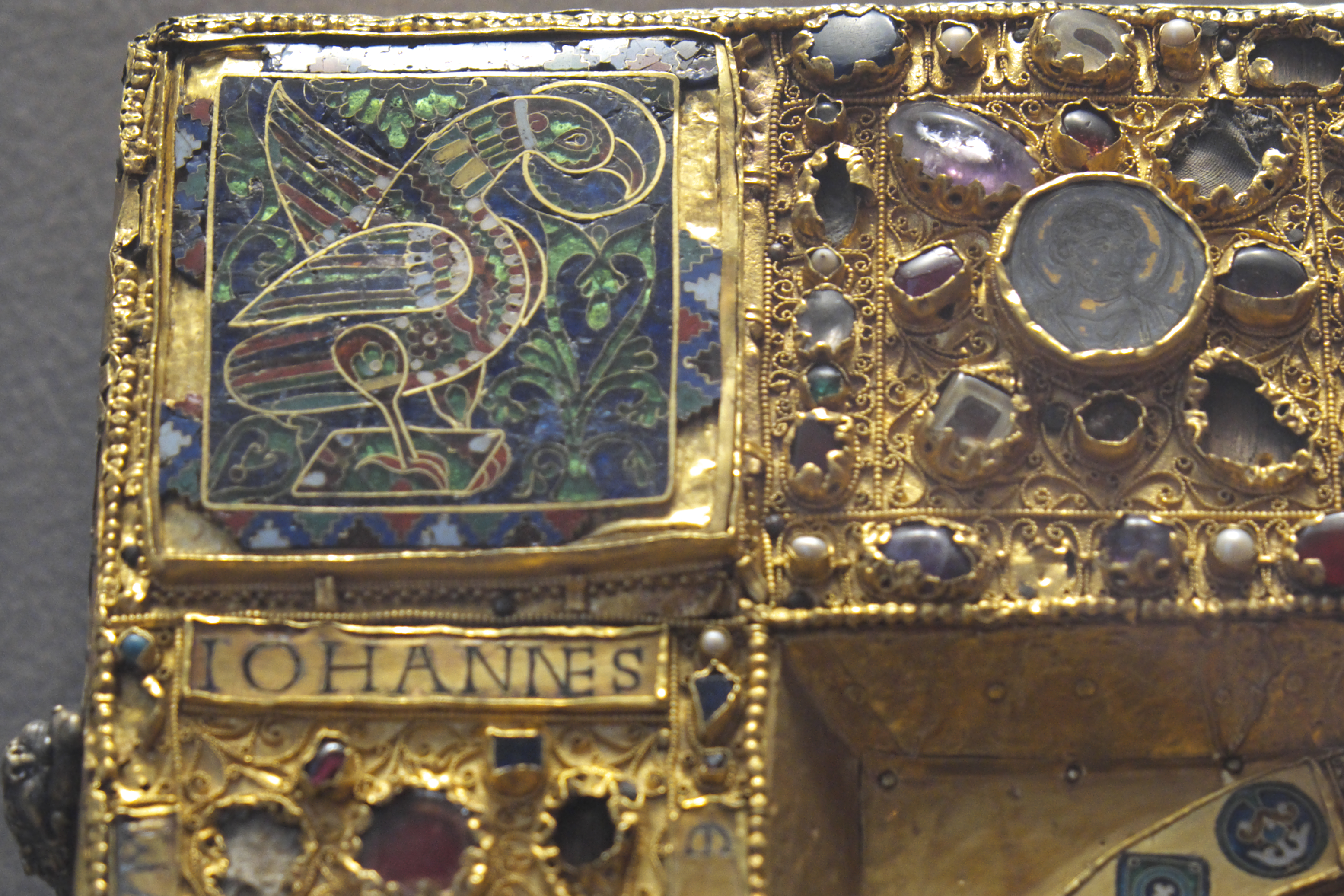
Aigle de l'évangéliste Jean
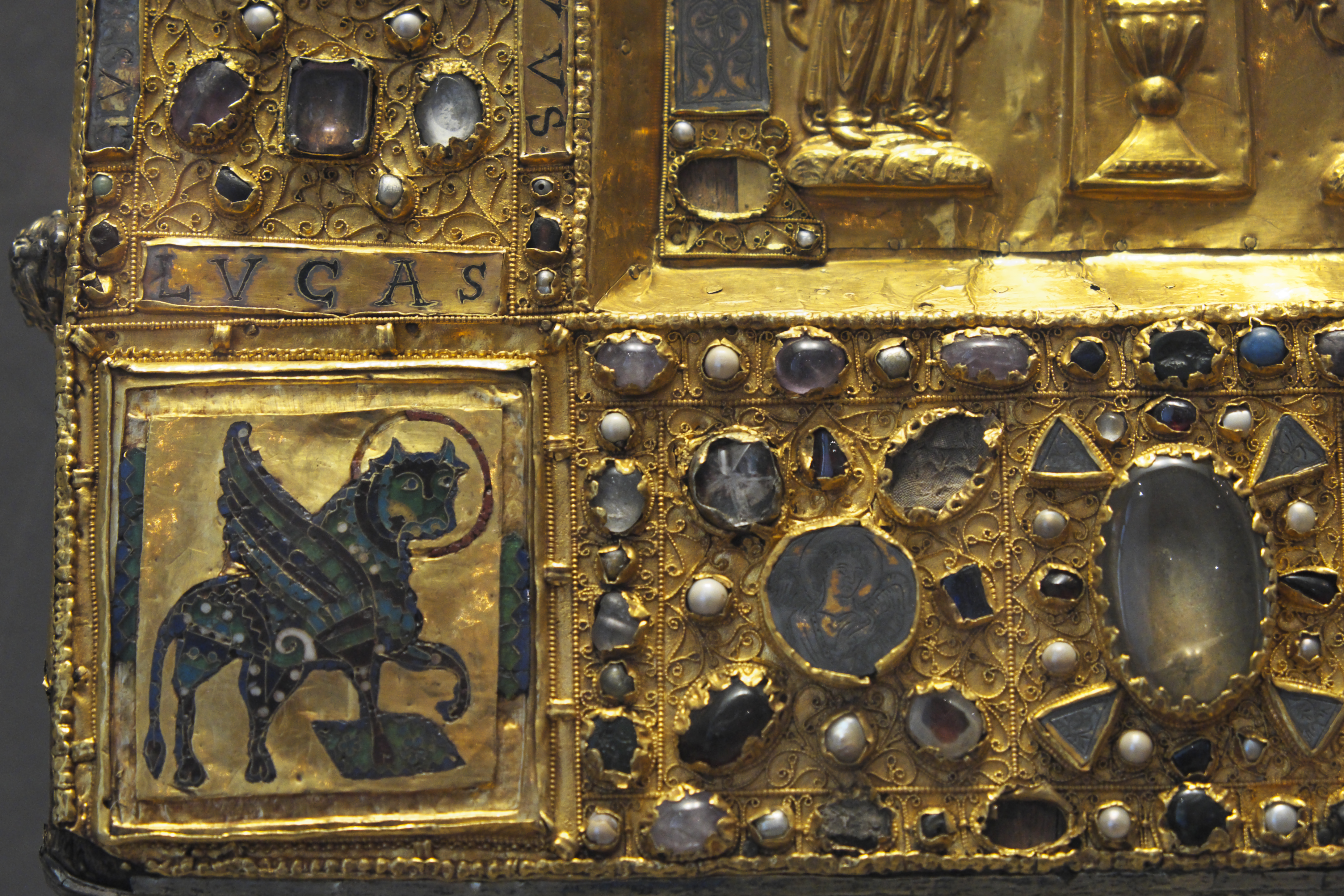
Bulle de l'évangéliste Luc
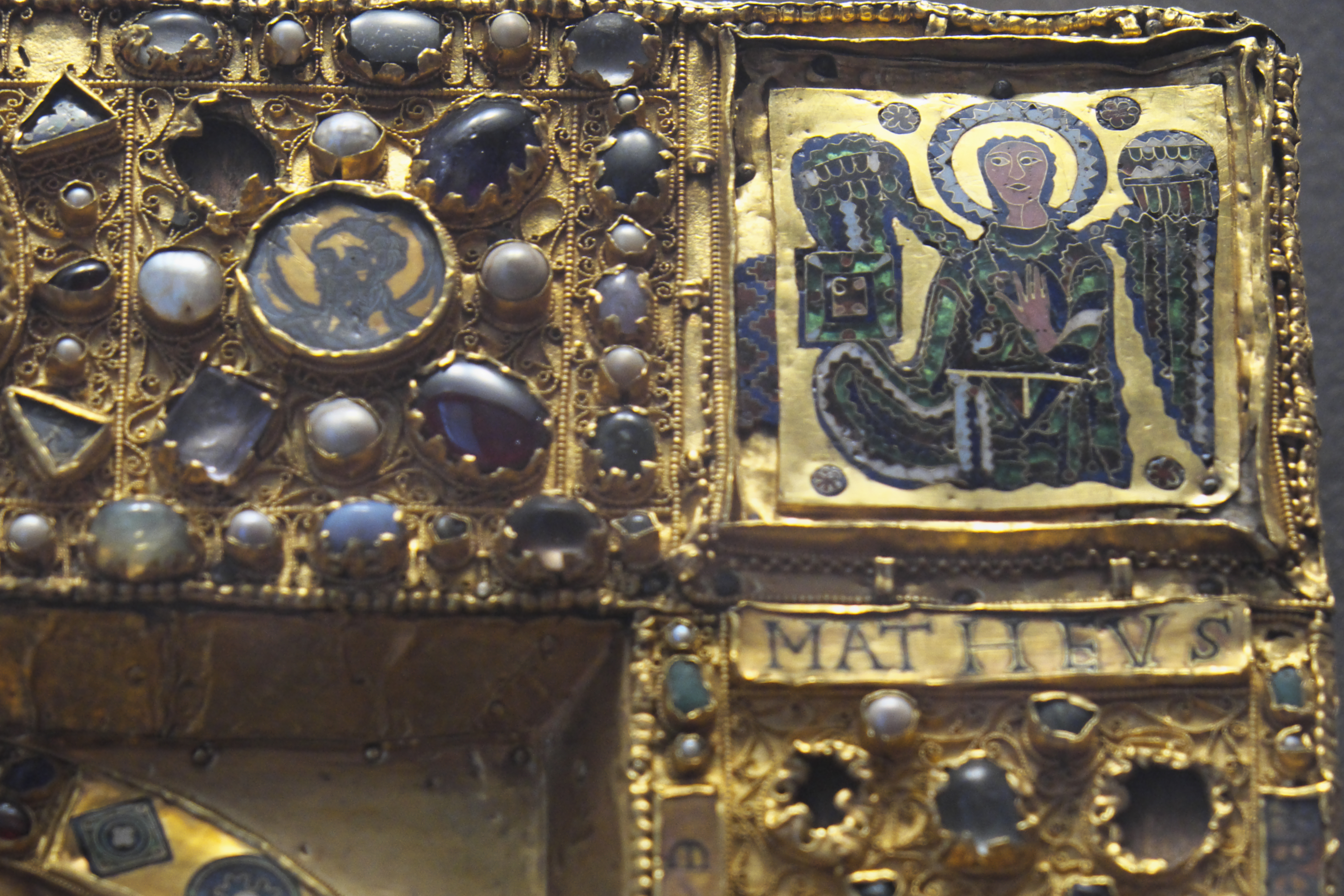
Figure ailée de l'évangéliste Matthieu
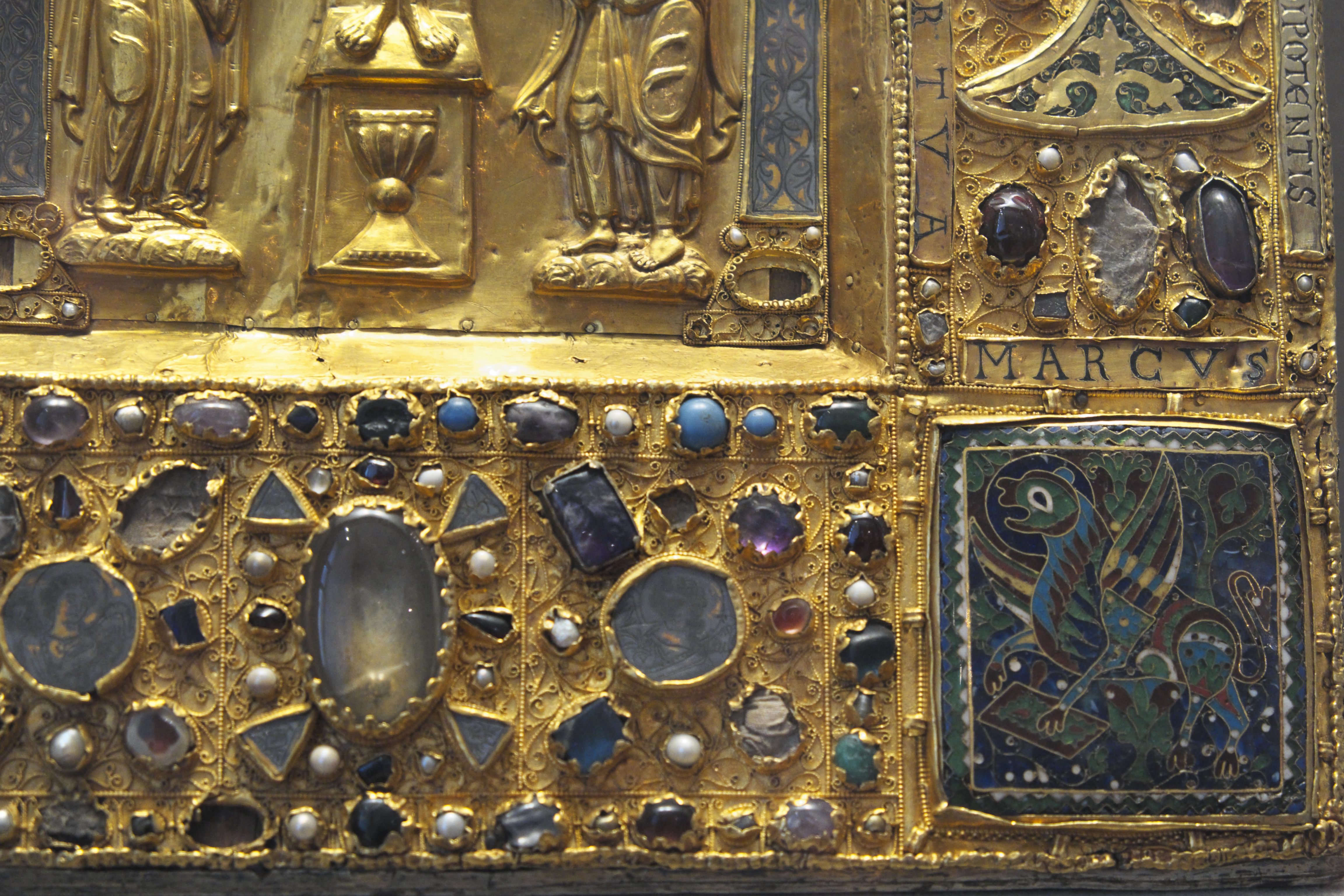
Lion de l'évangéliste Marc

## Liens web
- Boîte-reliure : la Crucifixion et les symboles des évangélistes. Musée du Louvre